# Flughafen Chileka

i8
i11
i13
Der Flughafen Chileka, auch Flughafen Blantyre-Chileka genannt, (IATA-Code: BLZ, ICAO-Code: FWCL) ist der Flughafen Blantyres, der zweitgrößten Stadt Malawis. Die staatliche Malawian Airlines fliegt den Platz regelmäßig an.
Der Flughafen lässt sich aus der zirka 16 Kilometer südlich gelegenen Stadt Blantyre per Taxi oder Privatwagen erreichen. Derzeit werden im Personenverkehr nur Ziele innerhalb Afrikas bedient, darunter zumeist Inlandsziele oder Ziele in den Nachbarländern.

## Zwischenfälle
- Am 29. März 1953 zerbrach eine Vickers Viking 1B der Central African Airways (VP-YEY) während des Fluges in der Nähe von Mkwaya (Tansania). Das Flugzeug war auf dem Weg von Blantyre-Chileka nach Daressalam. Als Ursache wurde die Verwendung eines ungeeigneten Schmiermittels bei der Wartung der Bolzen festgestellt, das zur Korrosion geführt hatte. Alle 13 Insassen, 5 Besatzungsmitglieder und 8 Passagiere, wurden getötet (siehe auch Flugunfall einer Vickers Viking der Central African Airways 1953).[2]